# آفروفوتوریسم
آفروفوتوریسم (به انگلیسی: Afrofuturism) یک جنبش فرهنگی و زیباشناختی است که با بهره‌گیری از علمی–تخیلی، فناوری، فانتزی، اسطوره‌سازی و تاریخ‌نگاری بدیل، به بازتصور گذشته، حال و آیندهٔ مردم آفریقا و دیاسپورای آفریقایی می‌پردازد. این جریان با ترکیب مؤلفه‌های فرهنگی آفریقایی/آفریقایی-آمریکایی و امکانات تخیلی فناوری‌های آینده، روایت‌هایی نو برای هویت، قدرت، رهایی و امکان‌های اجتماعی پیش می‌نهد.

## ریشه‌شناسی و پیدایش اصطلاح
اصطلاح «آفروفوتوریسم» نخستین‌بار در اوایل دههٔ ۱۹۹۰ توسط مارک دری در مقالهٔ «Black to the Future» طرح شد؛ این مقاله گفت‌وگوهایی با ساموئل آر. دلینی، گرگ تیت و تریشیا رز را نیز دربر می‌گرفت و به نسبت میان فرهنگ سیاه و آینده‌نگری در بستر سایبرفرهنگ می‌پرداخت. در سال ۲۰۰۲، نشریهٔ Social Text یک پروندهٔ ویژه با عنوان «Afrofuturism» منتشر کرد که جایگاه دانشگاهی و نظری این مفهوم را تثبیت نمود. در سینما/ویدئو-هنر نیز مستند The Last Angel of History (۱۹۹۶) به کارگردانی جان آکومفرا پیوندهای موسیقی، فناوری و تخیل سیاه را برجسته کرد.

## تاریخچه و سیر تحول
پیش‌زمینه‌های آفروفوتوریسم را می‌توان در آثار سان را (Sun Ra) و زیبایی‌شناسی کیهانی/فانکی پارلیامنت-فانکدلیک در دهه‌های ۱۹۶۰ و ۱۹۷۰ دید؛ جایی که «فضا» و «سفر» به استعاره‌هایی برای رهایی و بازتعریف خود بدل شدند. در ادبیات، نویسندگانی چون ساموئل آر. دلینی و اکتاویا باتلر با کاوش در هویت، جنسیت، قدرت و تکنولوژی در جهان‌های آینده، بنیان‌های روایی این جریان را تقویت کردند. از دههٔ ۲۰۰۰ به بعد، هنرمندانی چون ژانل مونه، با آثار مفهومی و شخصیت‌های اندروئیدی، آفروفوتوریسم را به جریان اصلی موسیقی و فرهنگ عامه نزدیک‌تر کردند، و فیلم پلنگ سیاه (فیلم ۲۰۱۸) با جهان‌نگاری واکاندا نمود برجسته‌ای از ایده‌های این جنبش در سینمای بدنه بود.

## مضامین و ویژگی‌های زیباشناختی
آفروفوتوریسم اغلب به این مؤلفه‌ها متکی است: ۱) تخیل فناوری و فضا به‌عنوان میدان‌های رهایی؛ ۲) بازیابی/بازنویسی تاریخ‌های خاموش‌شده و ساخت «گذشته‌های بدیل»؛ ۳) پیوند اسطوره‌ها و آیین‌های آفریقایی با زبان‌های بصری و صوتی معاصر؛ ۴) ترکیب سایبورگ، سفر در زمان، فرازمینی و آرمان‌شهر/ویران‌شهر برای نقد اکنون و امکان‌سازی آینده.

## شاخه‌ها و رسانه‌ها

### ادبیات
از نویسندگان شاخص می‌توان به اکتاویا باتلر، ساموئل آر. دلینی و نِدِی اوکورافور اشاره کرد. آثار این نویسندگان به پرسش‌هایی دربارهٔ تاریخ، برده‌داری، دیاسپورا، بدن و فناوری می‌پردازد و الگوهای بدیل برای زیست جمعی ارائه می‌کند.

### موسیقی
در موسیقی، از سنت‌های جازِ کیهانی سان را و فانکِ پارلیامنت-فانکدلیک تا پاپ/آراندبی مفهومی ژانل مونه و هیپ‌هاپ، آفروفوتوریسم به خلق جهان‌های صوتی و روایت‌های تخیلی در باب هویت سیاه و آینده می‌پردازد.

### هنرهای تجسمی و رسانه‌های جدید
هنرمندان تجسمی، طراحان و عکاسان با بهره‌گیری از کلاژهای زمانی-فرهنگی، مواد بومی، طراحی پوشاک و رندره‌های دیجیتال، بدن و فضاهای شهری/کیهانی را بازآرایی می‌کنند. استفاده از زراندودگی، نقاب، نقش‌مایه‌های قارهٔ آفریقا و موتیف‌های فضایی از نشانه‌های پرتکرار است.

### سینما و تلویزیون
از مستند مفهومی The Last Angel of History تا پلنگ سیاه (فیلم ۲۰۱۸), آفروفوتوریسم در تصویرسازی از فناوری، معماری و حاکمیت بدیل نقش مهمی داشته است؛ واکاندا اغلب به‌عنوان نمونه‌ای از «آیندهٔ آفریقایی بدون استعمار» تفسیر شده است.

## تمایز با «آفریکان‌فیوچریسم»
نِدِی اوکورافور «آفریکان‌فیوچریسم» را برای توصیف آثاری به‌کار می‌برد که ریشه‌شان مستقیماً در قارهٔ آفریقا است (نه صرفاً دیاسپورا) و از چارچوب‌ها و حساسیت‌های بومی آفریقا برمی‌آیند. او این اصطلاح را متمایز از «آفروفوتوریسم» (که غالباً دیاسپورایی و آمریکایی-محور است) می‌داند.

## نقدها و مباحث
برخی منتقدان به خطر «صنعتی‌سازی» و کالایی‌شدن زیبایی‌شناسی آفروفوتوریستی در بازار فرهنگ عامه اشاره می‌کنند و می‌پرسند که آیا این جریان همواره به رهایی سیاسی/اجتماعی منجر می‌شود یا گاه به سطح سبک‌شناسی تقلیل می‌یابد. مباحث دیگری نیز دربارهٔ تمرکز بیش از حد بر تجربهٔ آمریکایی-آفریقایی در برابر تنوع تجربه‌های آفریقایی-قاره‌ای و کارائیبی طرح شده است.

## میراث و تأثیر
آفروفوتوریسم به‌عنوان چارچوبی نظری-هنری در مطالعات فرهنگی، مطالعات رسانه، طراحی، معماری و مطالعات آفریقایی-آمریکایی به‌کار می‌رود و به هنرمندان و پژوهشگران امکان می‌دهد آینده‌هایی چندگانه و عاری از جبرگرایی تاریخی را تصور کنند.